# Aplysiopsis olivae
Aplysiopsis olivae är en snäckart som beskrevs av Mcfarland 1966. Aplysiopsis olivae ingår i släktet Aplysiopsis och familjen Stiligeridae. Inga underarter finns listade i Catalogue of Life.